# Nederlands Zuid-Afrikaanse Vereniging
De Nederlands-Zuid-Afrikaanse Vereniging (NZAV) was de oudste op Zuid-Afrika gerichte organisatie in Nederland. De NZAV was opgericht in 1881 en was vanaf 1923 gevestigd in het Zuid-Afrikahuis aan de Keizersgracht in Amsterdam. In 2016 fuseerde de NZAV met de Zuid-Afrikaanse Stichting Moederland tot de Stichting Zuid-Afrikahuis Nederland.

## Doelstelling
Het oogmerk van de NZAV was het promoten van de culturele banden tussen Zuid-Afrika en Nederland in de breedste zin van het woord, maar vooral op het gebied van het onderwijs, wetenschap en letterkunde. Iedereen kon lid worden van de NZAV.

## Geschiedenis
De NZAV werd op 12 mei 1881 in Utrecht opgericht na de publieke verontwaardiging in Nederland vanwege de Britse annexatie van de Zuid-Afrikaansche Republiek in 1877 en de geestdrift die de Eerste Vrijheidsoorlog in Nederland voor de Boerenzaak losmaakte. De eerste erevoorzitter was bioloog prof. Pieter Harting. Andere prominente leden waren de Nederlandse politicus en theoloog dr. Abraham Kuyper, de zakenman, reiziger en consul-generaal van de Oranje-Vrijstaat in Nederland, dr. Hendrik Muller, de theoloog prof. J.W. Pont, de filosoof prof. Cornelis Bellaar Spruyt en de arts prof. Hendrik Burger. Spruyt was drie jaar secretaris en vier jaar voorzitter, Pont was 26 jaar voorzitter en Burger 33 jaar de voorzitter van de NZAV.
Al vanaf 1881 moedigde de NZAV de Nederlandse emigratie naar Zuid-Afrika aan door middel van voorlichting aan en vanaf de jaren '30 gaf de NZAV ook lessen Afrikaans aan voornemende emigranten.
Tijdens de Tweede Boerenoorlog regelde de NZAV een veldhospitaal om gewonde burgers te verzorgen en werd bijstand verleend aan krijgsgevangenen op St. Helena en Ceylon. Ook hielp de NZAV met het bezoek van Staatspresident Paul Kruger aan Amsterdam in 1900.
Na de oorlog hielp de NZAV met de wederopbouw van de voormalige Boeren-republieken. Burgers werden na de oorlog gerepatrieerd en artsen, predikanten en leraren werden in Nederland gewerfd om in Zuid-Afrika te gaan werken. Ook werd steun verleend aan een groep Boeren die na de oorlog liever in Duits-Zuidwest-Afrika wilde vestigen.
De NZAV leverde ook een bijdrage aan de ontwikkeling van het Nederlands in Zuid-Afrika en later aan de ontwikkeling van het Afrikaans. Zo ondersteunde de NZAV de Zuid-Afrikaans Taalbond, die aan het begin van de twintigste eeuw de Vereenvoudigde Nederlandse Spelling in Zuid-Afrika wilde invoeren.
Jarenlang heeft de NZAV in Nederland de vieringen van Krugerdag en Geloftedag en de dodenherdenking van de Tweede Boerenoorlog geregeld.
In 1925 werd de 100ste geboortedag van president Kruger herdacht. Later werden Afrikaanse boeken aan belangstellenden in Nederland beschikbaar gesteld. In 1931 werd een cultuurhistorisch instituut aan de Universiteit van Pretoria gesticht en 20 jaar later vergelijkbaar instituut aan de Universiteit van Kaapstad. Het instituut aan de Universiteit van Kaapstad kwam tot stand na de ondertekening van het culturele verdrag tussen Nederland en Zuid-Afrika op 31 mei 1951. Ook leverde de NZAV een bijdrage aan de activiteiten in Nederland rond Van Riebeeckfestival in 1952. Zo werden verschillende Volkspele-groepen (volkdansgroepen) naar Nederland gehaald.

### Apartheidstijd
Na het Bloedbad van Sharpeville begon de publieke opinie in Nederland ten opzichte van Afrikaners en van Zuid-Afrika te draaien. Er kwam meer openlijke kritiek op de dagelijkse gevolgen van de apartheid. Ook de NZAV begon zich kritischer uit te laten over de apartheid in Zuid-Afrika en zich politiek neutraler op te stellen. Zo wees de NZAV apartheid af. Dit leidde in 1963 tot een scheuring en de oprichting van de Nederlands Zuid-Afrikaanse Werkgemeenschap, die ook de politieke banden met Afrikaners en Zuid-Afrika wilde behouden.
De NZAV wilde tijdens de apartheid de kritische dialoog tussen Nederland en Zuid-Afrika op gang houden, maar kwam daarin steeds meer geïsoleerd te staan. Anti-apartheidsactivisten vonden de NZAV te veel op handen van het apartheidsregime, terwijl het apartheidsregime de NZAV en de andere organisaties in het Zuid-Afrikahuis te veel anti-apartheid vond, omdat zij zich bezig hielden met culturele activiteiten die in Zuid-Afrika verboden waren.
Intern waren de leden van de NZAV scherp verdeeld over hoe de NZAV zich politiek moest opstellen. Wat hen echter bijeen hield was een gezamenlijke doelstelling om culturele banden met Zuid-Afrika te bevorderen. Sommige leden waren lid van anti-apartheidsorganisaties en sommige waren weer lid van de Nederlands Zuid-Afrikaanse Werkgemeenschap.
Toen het African National Congress opriep tot een culturele boycot van Zuid-Afrika en de Nederlandse regering in 1981 het cultureel verdrag met Zuid-Afrika opzegde, kwam de NZAV nog meer geïsoleerd te staan. Anti-apartheidsactivisten vonden dat de NZAV zich zelf moest opheffen. De NZAV besloot door te gaan met haar hoofdtaak, de bevordering van de culturele banden tussen Nederland en Zuid-Afrika. Dit resulteerde op 19 januari 1984 in een aanval op het Zuid-Afrikahuis. Anti-apartheidsactivisten uit de hoek van de RaRa bestormden het Zuid-Afrikahuis, vernielden de catalogus, bekladden het Zuid-Afrikahuis binnen met verf en wierpen honderden zeldzame boeken in de Keizersgracht, waaronder ook boeken die door de Zuid-Afrikaanse regering verboden waren. Ook namen de activisten tientallen documenten van de NZAV en de kluisinhoud mee. De meeste anti-apartheidsorganisaties veroordeelden de aanval op het Zuid-Afrikahuis.
In dezelfde tijd probeerde de Zuid-Afrikaanse regering meer invloed op de NZAV te krijgen. Zo wilde de Zuid-Afrikaanse regering graag dat de Zuid-Afrikaans cultureel attaché in Den Haag bestuurslid van de NZAV zou worden. De NZAV wees dat aanbod af.

## Activiteiten
De NZAV bestuurde in samenwerking met het Suid-Afrikaanse Instituut een archief, onderzoekscentrum en bibliotheek in het Zuid-Afrikahuis. De vereniging publiceerde het Maandblad Zuid-Afrika, beheerde de Stichting Studiefonds voor Zuid-Afrikaanse Studenten (SSF), reikte de Van Riebeeck-penning uit en organiseerde sociale bijeenkomsten (waaronder de bekende “koffietafel”) om Afrikaans- en Nederlandstaligen in Nederland met elkaar in contact te brengen.

### Van Riebeeckpenning
De Van Riebeeckpenning werd door de Nederlands Zuid-Afrikaanse Vereniging uitgereikt aan personen die een buitengewone en langdurige bijdrage geleverd hebben tot de ontwikkeling van de culturele en taalkundige banden tussen Nederland en Zuid-Afrika. De ontvangers van de erepenning zijn:
- 1997 – Elisabeth Eybers, dichteres
- 2003 – Gerrit Komrij, bloemlezer
- 2011 – Adriaan van Dis, schrijver
- 2012 – Riet de Jong-Goossens, vertaler
- 2013 – Stef Bos, zanger en liedjesschrijver
- 2014 – Wium van Zyl, academicus

## Lijst van voorzitters
Let op: deze lijst is niet compleet
- Pieter Harting, ook erevoorzitter
- Cornelis Bellaar Spruyt
- J.W. Pont
- Hendrik Burger
- Frits de Waard
- Gerrit Schutte
- Roelof Eiting
- Wiete Hopperus Buma
- Jhr. mr. Maarten L.E. Storm van 's Gravesande (vervolgens vicevoorzitter van de Stichting Zuid-Afrikahuis Nederland)